# Olney (Illinois)
Olney is een plaats (city) in de Amerikaanse staat Illinois en valt bestuurlijk gezien onder Richland County.

## Demografie
Bij de volkstelling in 2000 werd het aantal inwoners vastgesteld op 8631. In 2006 is het aantal inwoners door het United States Census Bureau geschat op 8426, een daling van 205 (-2,4%).

## Geografie
Volgens het United States Census Bureau beslaat de plaats een oppervlakte van 14,9 km², waarvan 14,9 km² land. Olney ligt op ongeveer 134 m boven zeeniveau.

## Plaatsen in de nabije omgeving
De onderstaande figuur toont nabijgelegen plaatsen in een straal van 20 km rond Olney.